# هالینا روویتسکا
هالینا روویتسکا (لهستانی: Halina Rowicka؛ زادهٔ ۱۵ سپتامبر ۱۹۵۱) بازیگر و خواننده اهل لهستان است.
از فیلم‌ها یا مجموعه‌های تلویزیونی که وی در آن‌ها نقش داشته‌است، می‌توان به پیمان ورشو، کلبه جنگلی، ع چون عشق، عشق اول، دختران جنگ، پزشکان، دوستان، قانون حقیقی، کارآگاهان جنایی، در خوشی و سختی، طایفه، در خیابان سپولنی، خانه و فرار از سینما لیبرتی اشاره نمود.